# 芳草街站
芳草街站位于成都市武侯区芳草东街与芳草街路口，是成都地铁8号线的一座地下车站，于2020年12月18日启用。

## 车站结构

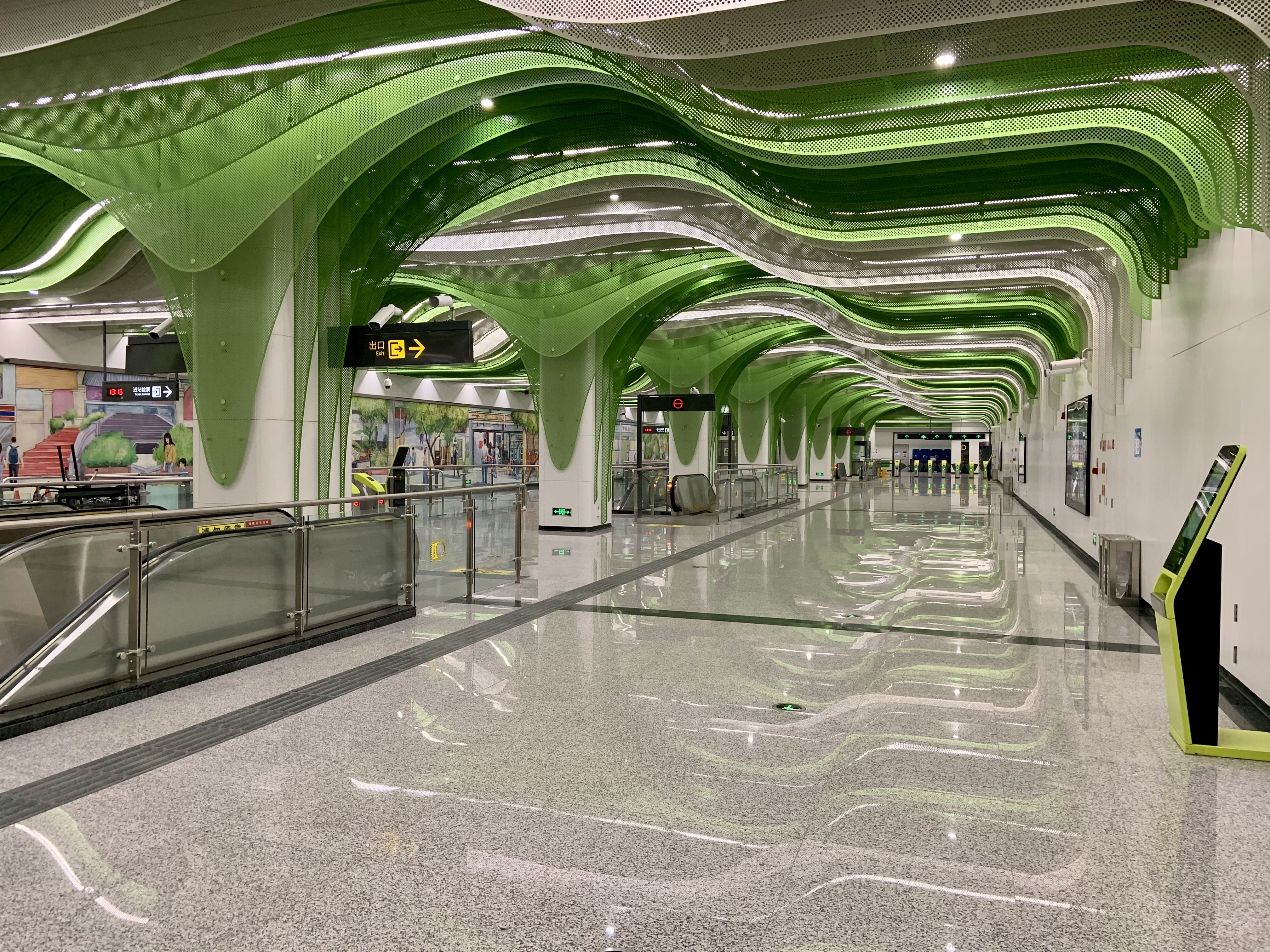
站厅层
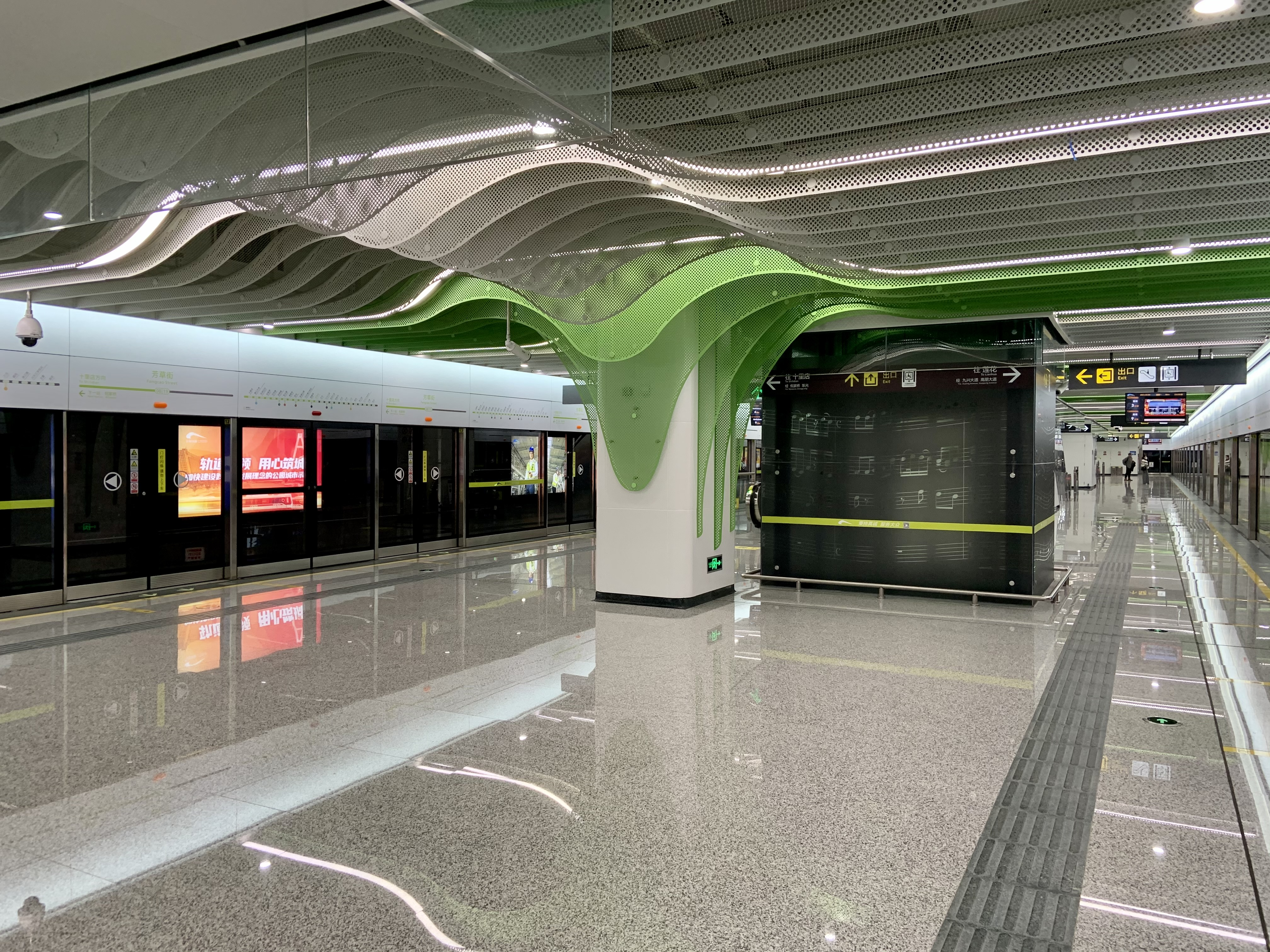
站台层

本站为地下二层岛式站台车站。
| 地面              | ·    | 出口B/C1/C2/D                                                                                     |
| 地下一层          | 站厅 | 自助购票 客服中心                                                                                 |
| 地下二层          | 站台 | \| \| \| 8号线往桂龙路（倪家桥） \| \| 島式 · 開左邊车门 \| \| \| \| \| \| 8号线往龙港（永丰） \| |
|                   |      | 8号线往桂龙路（倪家桥）                                                                           |
| 島式 · 開左邊车门 |      |                                                                                                   |
|                   |      | 8号线往龙港（永丰）                                                                               |

- 站厅层
- 站台层

## 内装与公共艺术
本站设计主题为“玉林百态”。
本站8号线站区为8号线重点艺术站之一，以绿色为车站主基调，将成都富有生活气息的玉林街区街景元素抽象化，表达为波浪形镂空金属板材质，体现了玉林一带树影婆娑、宁静惬意的环境氛围。

### 艺术墙《玉林百态》

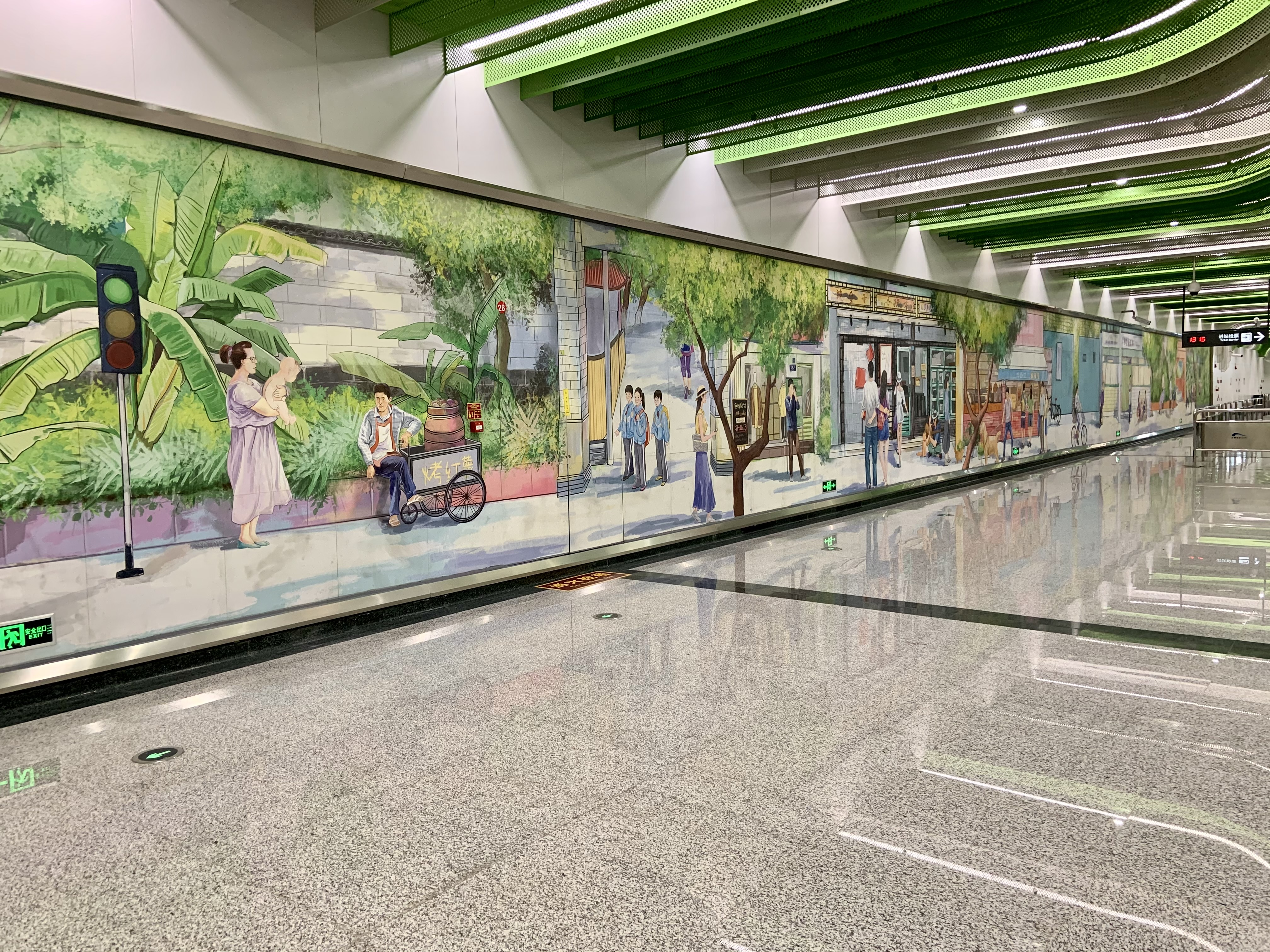
《玉林百态》艺术墙

本站艺术墙采用手绘形式呈现，描摹了玉林街区居民惬意祥和又活力时尚的生活场景，展现了成都丰富的生活气息和吸引人的宜居面貌。

## 出入口
本站目前开放4个出入口。
|              |                         |                                                    |      |
| 编号         | 设施                    | 指示                                               | 照片 |
|              | 无障碍电梯 无障碍卫生间 | 华姿路、芳草街、芳草西二街、芳草东街               |      |
| 出口 · C · 1 |                         | 芳沁街、芳草西二街、芳草街                         |      |
| 出口 · C · 2 |                         | 芳草街、瑞升北街、芳沁街                           |      |
| 出口 · D     |                         | 芳草东街、芳华横街、华姿路、成都市玉林中学芳草校区 |      |